# 나들이 (드라마)
《나들이》는 2020년 12월 3일에 방영한 《KBS 드라마 스페셜 2020》 시리즈 중 일곱 번째 작품이다.

## 줄거리
장사의 달인 할머니와 어수룩한 과일장수 아저씨의 우정을 통해 사람 노릇, 부모 자식 노릇이 무엇인지 돌아보는 이야기

## 등장 인물

### 주요 인물
- 손숙 : 금영란 (75세) 역
- 정웅인 : 방순철 (55세) 역

### 그 외 인물
- 정기섭
- 김소희
- 박수민
- 성노진
- 김영희
- 이채경
- 오일영
- 민영
- 김미지
- 김주아
- 이영주
- 전은미
- 손솔
- 아역

송민재, 조경재, 최수혁, 석민기, 박선후, 송하현, 정다윤

## 수상 경력
- 2020년 KBS 연기대상 연작·단막극상 - 손숙